# Boleslav III. Češki
Boleslav III. Rdečelasi (češko Boleslav III. Ryšavý) ali  Slepi, je bil član dinastije  Přemyslidov in od leta 999 do 1002 in na kratko leta 1003 vojvoda Češke, * okoli 965, † 1037. 
Bil naj bi "najslabši od vseh mož, ki so kdaj sedeli na češkem prestolu". Med njegovo kaotično vladavino je Češka postala figura  v dolgi nemško-poljski vojni med kraljem Henrikom II. in poljskim vojvodom Boleslavom I. Hrabrim.

## Življenje
Boleslav III. je bil najstarejši sin vojvode Boleslava II. Pobožnega in verjetno njegove prve žene Adive. Češki prestol je nasledil po očetovi smrti leta 999. Izkazal se je za šibkega vladarja in se kmalu zpletel v oster nasledstveni spor s svojima mlajšima bratoma Jaromirjem in Oldřihom. Oba je, skupaj z njuno materjo vdovo vojvodinjo Emo, izgnal na bavarski dvor Henrika II. v Regensburg.
Leta 1002 ga je upor, ki so ga organizirali plemiči konkurenčne  rodbine Vršovci in Boleslavov zet prisilil na beg v Nemčijo, kjer ga je sprejel avstrijski mejni grof Henrik I. Slednji je sprva ukazal aretirati svojega gosta zaradi starega prekrška, a mu je kmalu odpustil in obljubil podporo. Medtem je poljski vojvoda Boleslav I. na češki prestol postavil Boleslavovega sorodnika Vladivoja, ki je bil očitno alkoholik in je v enem letu umrl. Po Vladivojevi smrti leta 1003 so češki plemiči povabili Jaromirja in Oldřicha iz izgnanstva. Oba sta kasneje eden za drugim  zasedla prestol v Pragi.
9. februarja 1003 je bil Boleslav III. z oboroženo podporo poljskega vojvode Boleslava I. ponovno prevzel oblast na Češkem. Jaromir in Oldřih sta spet pobegnila v Nemčijo pod zaščito Henrika II. Boleslav III. je kmalu spodkopal svoj položaj tako, da je ukazal poboj plemičev rodbine Vršovci v Vyšehradu. Po poročanju kronista Tietmarja Merseburškega je Boleslav z lastnim mečem do smrti posekal svojega zeta.
Plemiči, ki so preživeli pokol, so na skrivaj poslali na Poljsko glasnike k  Boleslavu I. in ga prosili, naj jih reši. Poljski vojvoda je rade volje pristal in povabil svojega češkega soimenjaka, da ga obišče na njegovem gradu, verjetno v Krakovu. Po prihodu so Boleslava III. ujeli, oslepili in vrgli v ječo. Na Češko se ni več vrnil. Umrl je v ujetništvu, verjetno kakšnih trideset let kasneje. 
Boleslav I. Hrabri si je prilastil češki vojvodski prestol, leta 1003 vdrl na Češko in brez resnega nasprotovanja zavzel Prago. Več kot leto dni je vladal kot vojvoda Boleslav IV. in se nato odpovedal zahtevi po vojvodini Češki v korist Jaromirja, ki ga je podpiral Henrik II. Jaromir je prevzel oblast leta 1004 kot fevdalec nemškega kralja.

## Sklic
1. ↑  »Bohemia«.

| Boleslav III. Češki PřemyslidiPodveja 1037Rojen: okoli |                        |                     |
| Predhodnik: Boleslav II.                               | Vojvoda Češke 999–1002 | Naslednik: Vladivoj |